# Alex Colón
Alex Colón (Quito, Pichincha, Ecuador, 17 de noviembre de 1986) es un futbolista ecuatoriano, juega de volante de creación o media punta.

## Trayectoria
Hace las formativas con el club Liga Deportiva Universitaria de Quito. Sus inicios en el fútbol profesional se remiten a 2010, año en el que estuvo vistiendo, la camiseta de UTC, que debuta en Primera Categoría. En 2011 ficha definitivamente por Técnico Universitario de Ambato, club con el que finalmente conseguiría, el campeonato de la Serie B de Ecuador y el ascenso a la serie de privilegio del fútbol ecuatoriano, siendo uno de los goleadores del equipo. Para el 2012 fue figura del Técnico Universitario y uno de los más destacados del Campeonato, lamentablemente termina descendiendo a la Serie B de Ecuador. En enero de 2013 firma con Deportivo Quito de la Serie A de Ecuador donde pasa a ser una de las figuras de la denominada "AKD", ganándose rápidamente el cariño y respeto de la hinchada debido a sus grandes actuaciones.
A finales de 2013 es vendido al Club de Fútbol Pachuca.
En junio del 2014, después de su paso por el Club de Fútbol Pachuca, en el Draft de Transferencias en Cancún, se hace oficial su traspaso al equipo de recién creación, los Mineros de Zacatecas. A fines de 2015 retorna a Ecuador para vestir la camiseta del Barcelona de Guayaquil, marco su primer gol con la camiseta del Ídolo ante Universidad Católica.

## Selección nacional

### Categorías inferiores

#### Participaciones en Sudamericanos
| Campeonato                            | Sede   | Resultado    | Partidos | Goles |
| ------------------------------------- | ------ | ------------ | -------- | ----- |
| Juegos Panamericanos Guadalajara 2011 | México | Primera fase | 2        | 0     |

### Selección absoluta
En 2013 fue convocado por primera vez para jugar en las Eliminatorias Brasil 2014 contra Perú y Argentina aunque no pudo debutar. Su debut con la tricolor se dio en un amistoso contra Liga de Quito por motivo de la despedida de Patricio Urrutia.

#### Participaciones en eliminatorias
| Eliminatorias     | Sede            | Resultado   | Partidos | Goles |
| ----------------- | --------------- | ----------- | -------- | ----- |
| Eliminatoria 2014 | América del Sur | Clasificado | 0        | 0     |

## Clubes
| Club                  | País    | Año         |
| --------------------- | ------- | ----------- |
| UTC                   | Ecuador | 2008 - 2010 |
| Técnico Universitario | Ecuador | 2011 - 2012 |
| Deportivo Quito       | Ecuador | 2013        |
| CF Pachuca            | México  | 2014        |
| Mineros de Zacatecas  | México  | 2014 - 2015 |
| Barcelona             | Ecuador | 2015        |
| Delfín S.C.           | Ecuador | 2016        |
| Espoli                | Ecuador | 2016        |
| Clan Juvenil          | Ecuador | 2017        |
| Deportivo Quito       | Ecuador | 2018        |
| Libertad              | Ecuador | 2020        |

## Palmarés

### Campeonatos nacionales
| Título             | Club                  | País    | Año  |
| ------------------ | --------------------- | ------- | ---- |
| Serie B de Ecuador | Técnico Universitario | Ecuador | 2011 |

### Campeonatos nacionales amistosos
| Título                 | Club      | País    | Año  |
| ---------------------- | --------- | ------- | ---- |
| Trofeo Hincha Amarillo | Barcelona | Ecuador | 2015 |

### Campeonatos internacionales amistosos
| Título             | Club      | País    | Año  |
| ------------------ | --------- | ------- | ---- |
| Copa EuroAmericana | Barcelona | Ecuador | 2015 |

Otros logros:
- Subcampeón de la Liga Bancomer MX - Torneo Clausura 2014 (México) con Pachuca

### Distinciones individuales
| Distinción                                                          | Otorgada por | Año  |
| ------------------------------------------------------------------- | ------------ | ---- |
| Incluido en el 11 Ideal de la Campeonato Ecuatoriano de Fútbol 2013 | AFE          | 2013 |